# 陰承民
陰 承民（ウム・スンミン、1979年10月21日 -　）は、大韓民国・ソウル特別市出身のプロバスケットボール選手。ポジションはフォワード。195cm、86kg。
bjリーグ初の韓国人選手。

## 来歴
弘益大学校附属弘益高校卒業後、九州産業大学に留学。西日本大会優勝などに貢献。
卒業後の2006年、アーリーチャレンジ制度により大分ヒートデビルズと契約。同年、富山グラウジーズにドラフト2巡目指名を受け入団。
2007年、学生時代を過ごした福岡より参入するライジング福岡にエクスパンション・ドラフトで移籍。シーズン終了後現役引退。
現在はグラウジーズ.ネット国際交流部。